# Brunnsbacka sågkvarn
Brunnsbacka sågkvarn är en underfallskvarn vid Krokån i Södra Unnaryds socken, Hylte kommun, Hallands län (Småland). Den har förklarats som byggnadsminne 2003. Enligt dendrokronologiska undersökningar kan den vara från omkring 1750, men det är osäkert. 

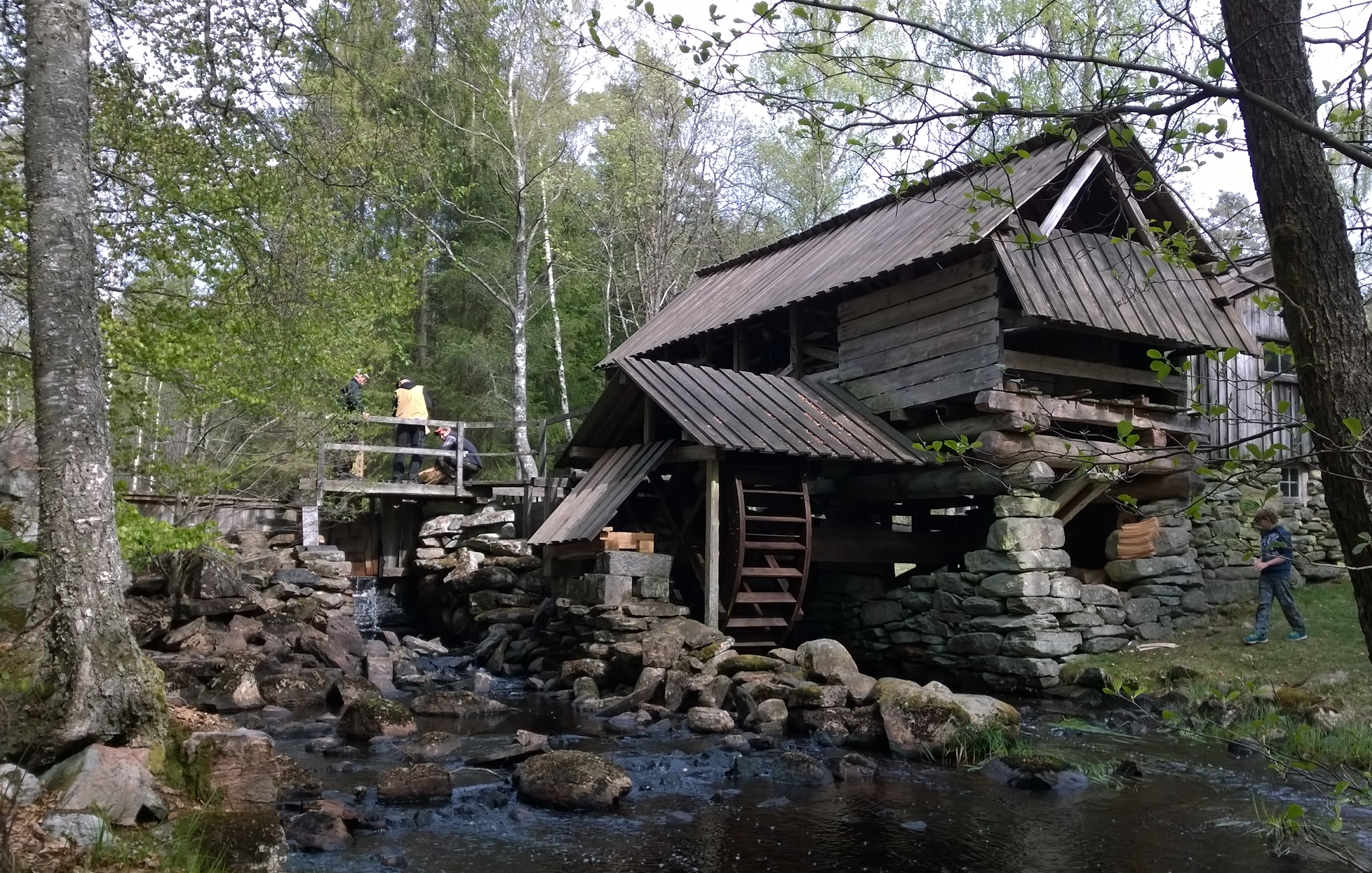
Brunnsbacka sågkvarn

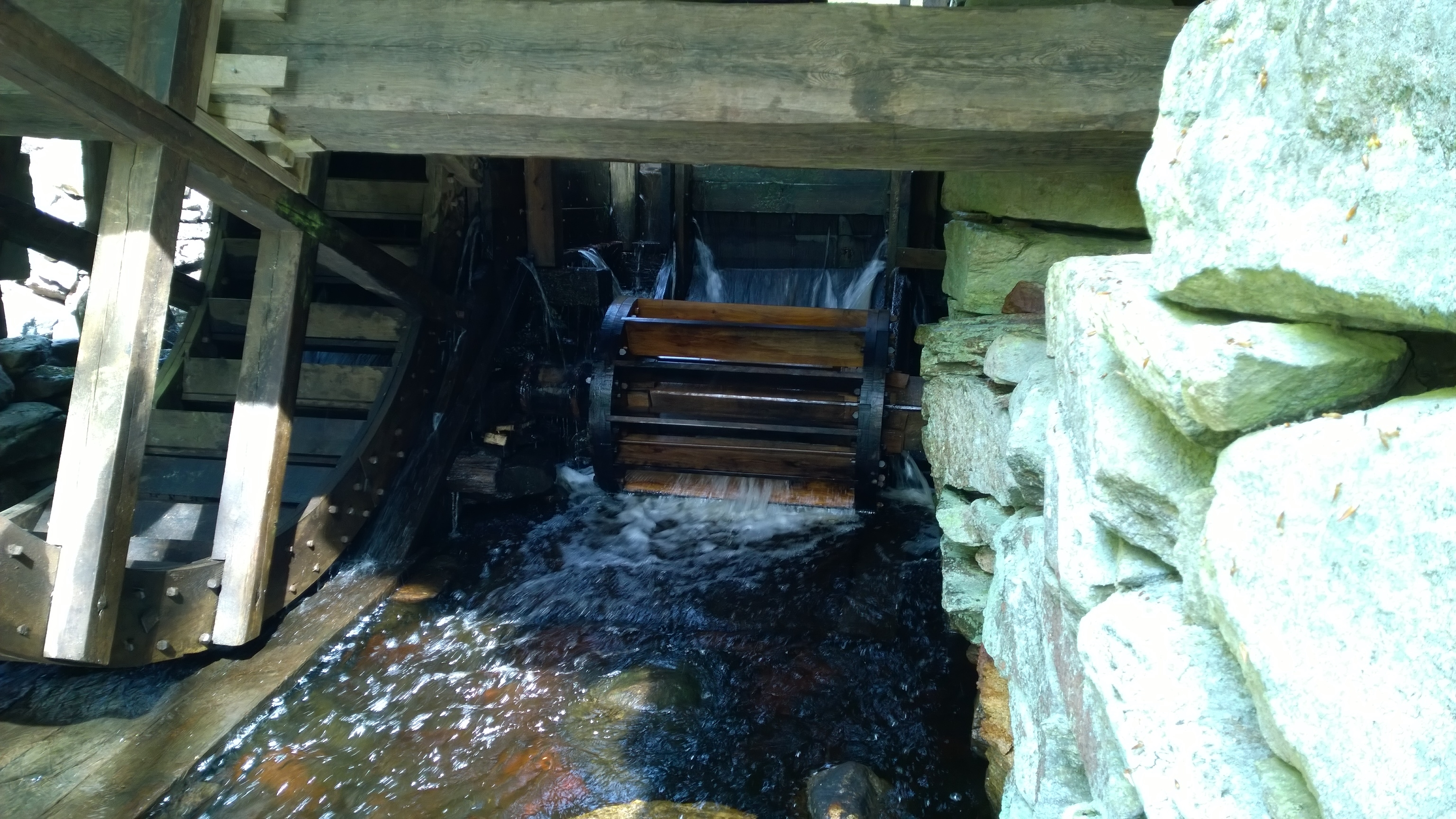
Det mindre vattenhjulet driver sågen eller spånhyveln som gör takspån.

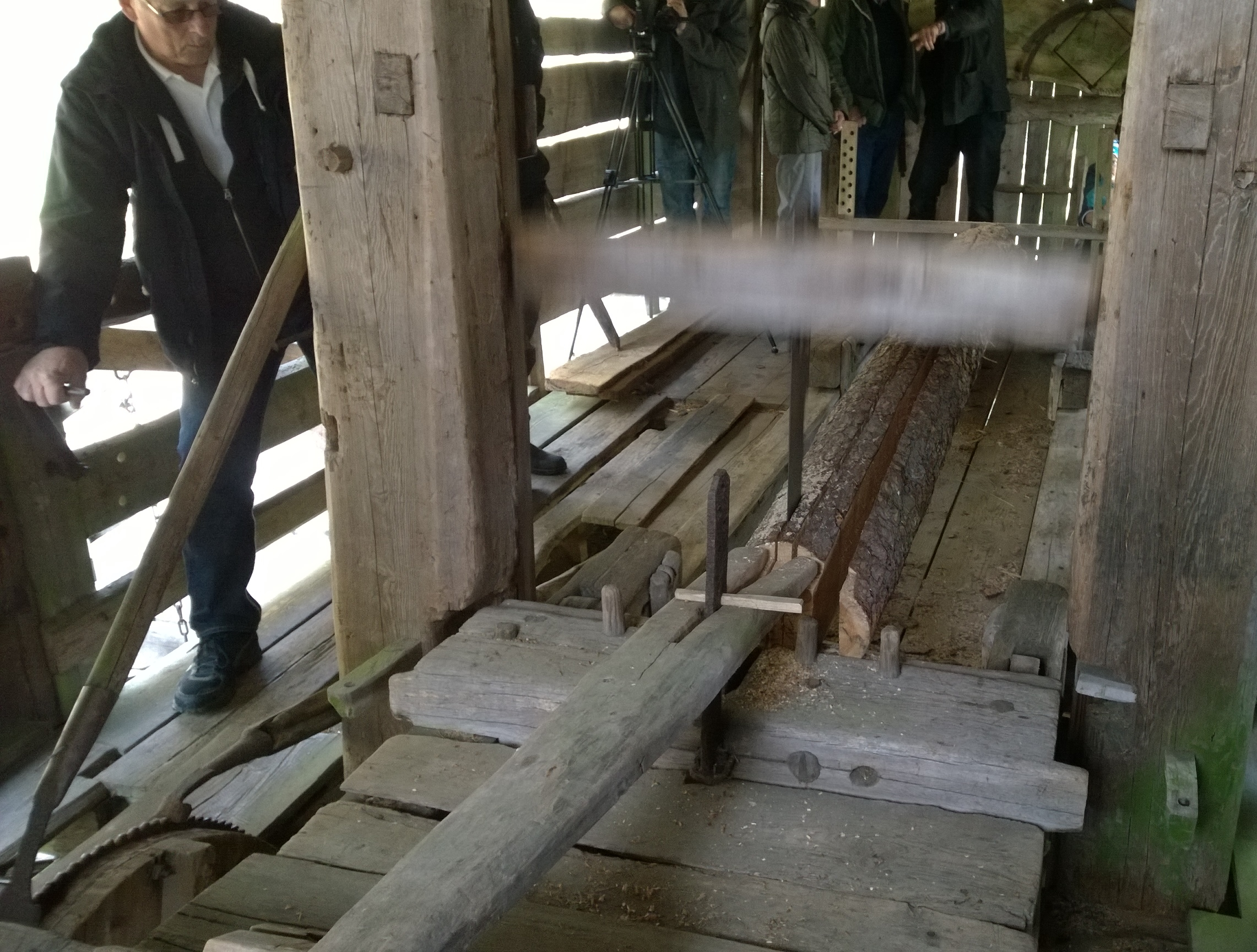
Sågen i arbete

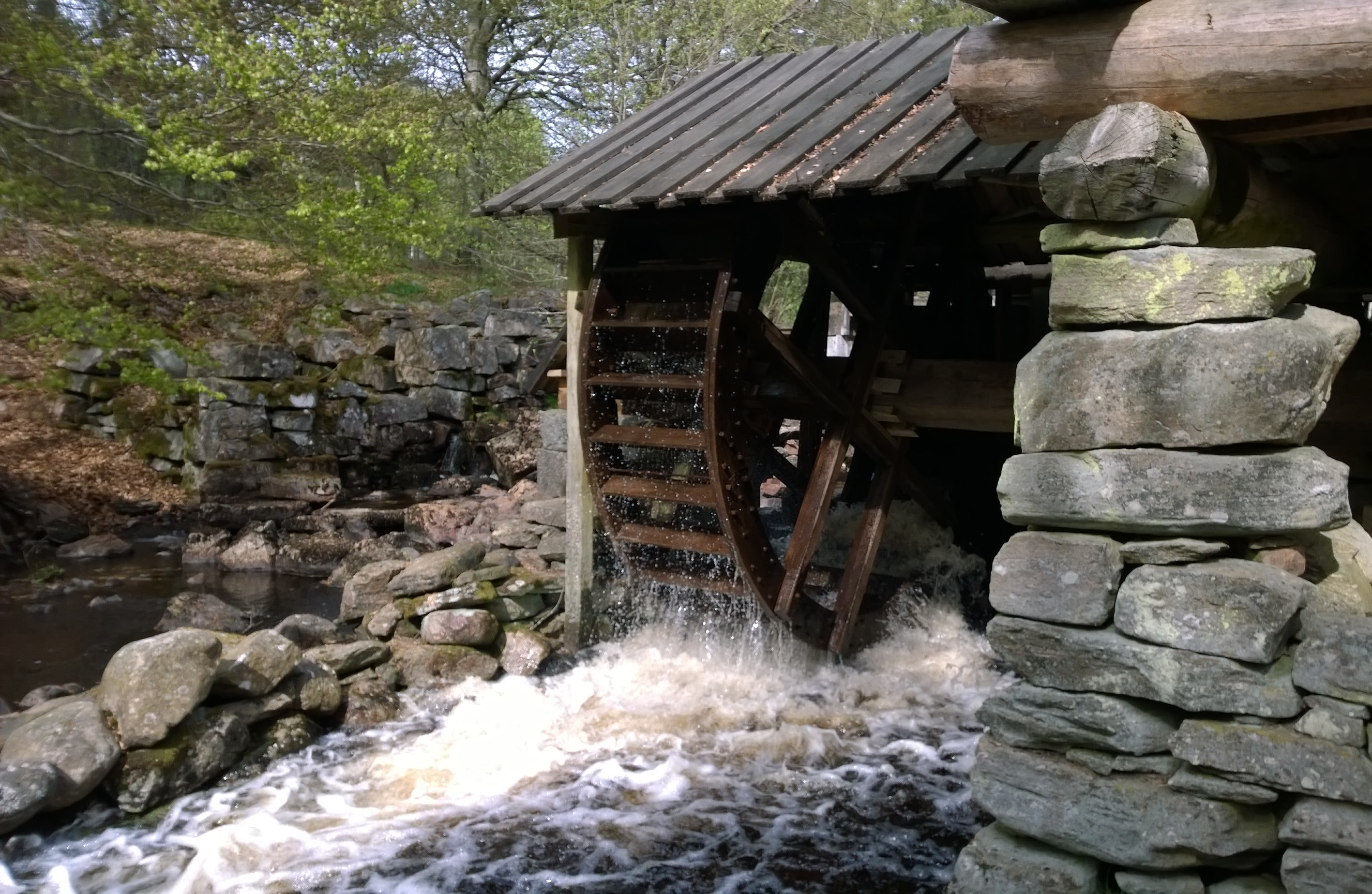
Det stora vattenhjulet driver kvarnstenen.

Kvarnen, eller med största sannolikhet en föregångare, finns omnämnd i ett protokoll från 1744. Den fick sin nuvarande utformning på 1870-talet. Sågningen upphörde på 1930-talet och kvarndriften något senare. 
Kvarnen återinvigdes 19 maj 1984 efter en omfattande restaurering.